# Tadeusz Jabłoński (fotograf)

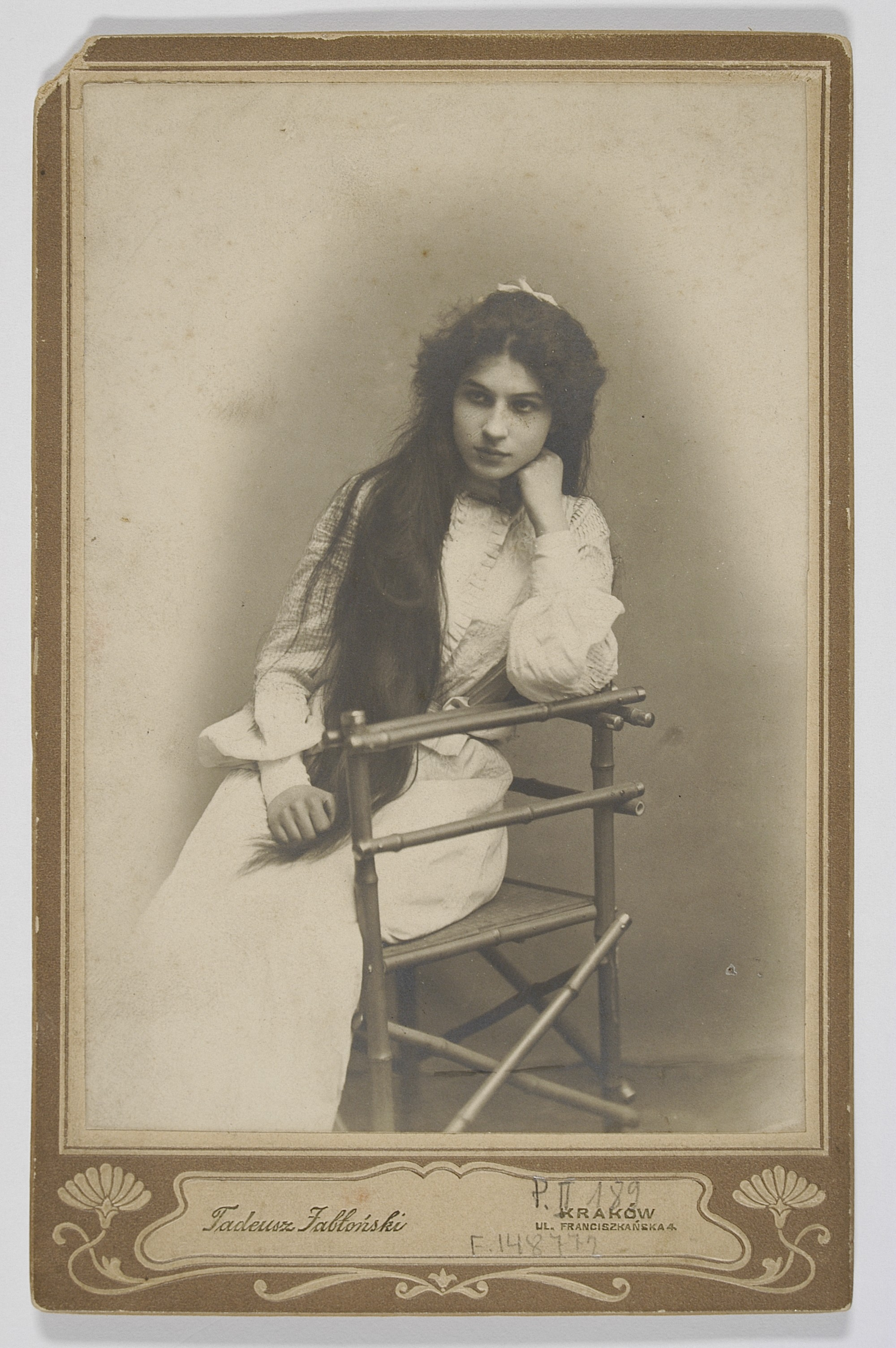
Portret Jadwigi Koreckiej wykonany w zakładzie Tadeusza Jabłońskiego (1901)

Tadeusz Jabłoński (ur. 21 czerwca 1869 w Krzeszowicach, zm. 25 listopada 1942 w Krakowie) – krakowski fotograf.
Jabłoński urodził się w krakowskiej rodzinie spokrewnionej m.in. z Józefem Kremerem, Antoniną Domańską i Lucjanem Rydlem. Zawodu fotografa uczył się w Wiedniu. Własny zakład fotograficzny otworzył w Krakowie przy ul. Franciszkańskiej 4 najprawdopodobniej w 1896 roku. Był to drewniany budynek usytuowany w pobliżu Plant, rozbudowany w kolejnych latach (1904 i 1907). Zakład istniał do ok. 1914 roku.
Od ok. 1907 roku Jabłoński prowadził także Zakład dla Fotografii i Reprodukcji Fototechnicznej, wykonujący klisze na potrzeby wydawnicze (wykorzystywane były one m.in. do druku ilustracji w piśmie „Architekt”). W 1920 roku otworzył (wraz z Marią i Julianem Vacqueretami) Zakład Reprodukcyjny i Fotograficzny T. Jabłoński i Spółka, a w 1924 roku (wraz z Juliuszem Władysławem Sajakiem) – Zakłady Graficzne „Światłocień”. Problemy finansowe i zdrowotne sprawiły jednak, że obie firmy w 1933 roku zostały sprzedane na publicznej licytacji. Jabłoński otrzymał także wezwanie do rozebrania budynku przy ul. Franciszkańskiej 4, wiadomo jednak, że w 1937 roku atelier nadal istniało. 